# Philodromus v-notatus
Philodromus v-notatus es una especie de araña cangrejo del género Philodromus, familia Philodromidae. Fue descrita científicamente por Caporiacco en 1947.